# Fundamentální rovnice
Fundamentální rovnice představuje úplný termodynamický popis systému. Zatímco termické stavové rovnice zadávají vazby pro možné vývoje systému a kalorické stavové rovnice udávají závislost vnitřní energie na vnějších parametrech systému, fundamentální rovnice určuje toky energie v daném termodynamickém systému.
Různí autoři používají různé zavedení fundamentální rovnice, nejběžnější forma zápisu je však následující:
{\displaystyle \mathrm {d} U=\delta Q-\delta W+\sum _{i}\mu _{i}\,\mathrm {d} N_{i}}
Kde {\displaystyle \delta Q} a {\displaystyle \delta W} jsou Pfaffovy diferenciální formy tepla a práce. Intuitivně je lze vnímat jako nekonečně malé přírůstky práce a tepla, nicméně se nejedná o totální diferenciály, protože obojí teplo i práce závisí na zvoleném procesu (trajektorii ve fázovém prostoru).
Pomocí integračního faktoru {\displaystyle {\frac {1}{T}}} však lze formu {\displaystyle \delta Q} převést na diferenciál entropie {\displaystyle \mathrm {d} S} a fundamentální rovnice pak nabývá tvaru:
{\displaystyle \mathrm {d} U=T\mathrm {d} S-p\mathrm {d} V+\sum _{i}\mu _{i}\,\mathrm {d} N_{i}\,}
Kde {\displaystyle -p\mathrm {d} V} je diferenciál práce pro systém s jediným vnějším parametrem {\displaystyle V}. Existují i jiné formy fundamentálních rovnic vhodné pro různé problémy, které lze získat Legendreovou transformací vnitřní energie {\displaystyle U(S,V,N)}. Lze tak získat termodynamické potenciály jako např. entalpii H(S,p), volnou energii F(T,V) a Gibbsovu energii G(T,p). Jejich diferenciály jsou pak alternativním vyjádřením fundamentální rovnice.